# アルテ (テレビ局)
アルテ（Arte、仏: Association Relative à la Télévision Européenne）は、フランス語およびドイツ語で放送される、独仏共同出資のテレビ局。ドイツ、フランス、カナダ、イタリア、ベルギー、オランダ、ルクセンブルク、スイス、オーストリアで展開されている。また、一部の番組はオンラインで英語、スペイン語、ポーランド語、イタリア語の字幕付きで提供されている。1992年に開局。

## 主な番組
- Abenteuer Arte
- Arte Europa
- Arte Journal（報道·情報番組）
- Arte Journal Junior（子供向け報道·情報番組）
- Arte Kultur（カルチャー番組）
- トップ・オブ・ザ・ポップス（再放送）
- Die Nacht/La Nuit（夜の報道番組）

など